# Smalta

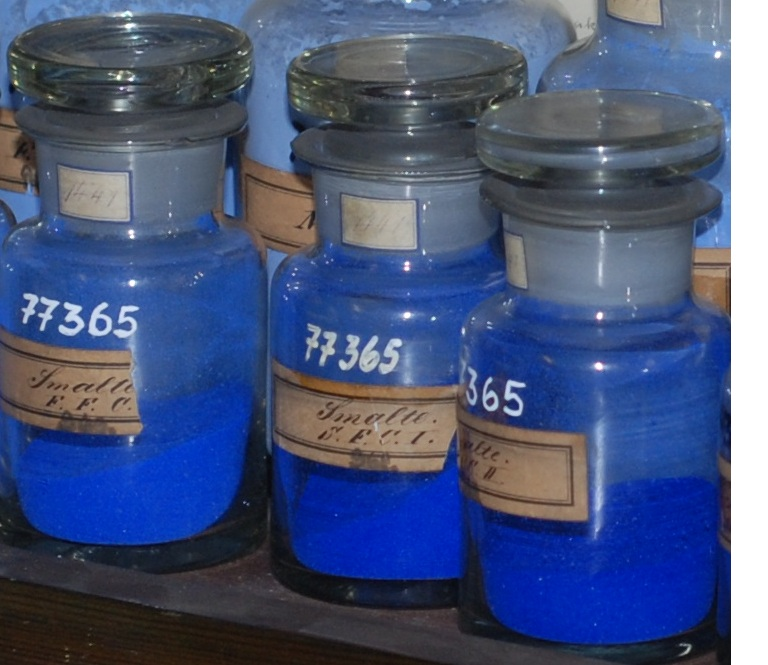
Smalta na wystawie Uniwersytetu Technicznego w Dreźnie

Smalta, błękit królewski – substancja barwiąca koloru szafirowego. Stosowana jako barwnik do barwienia szkła, produkcji emalii oraz farb stosowanych na szkło lub porcelanę. Znana była już w starożytnym Egipcie. Smalta była niegdyś powszechnie stosowana również jako pigment do farb artystycznych, pomimo niezbyt intensywnego koloru i słabego krycia (np. czasy oświecenia). Wyparta została po odkryciu metod produkcji syntetycznej ultramaryny.
Smaltę zaczęto produkować na skalę przemysłową w Saksonii w XVI wieku.
Chemicznie smalta to krzemian kobaltu potasu. Pozyskiwana jest ze smaltynu. Jako substancja barwiąca występuje w postaci zmielonego proszku. Jest substancją bardzo odporną zarówno na światło, jak i chemicznie. Nie utlenia się, nie reaguje z innymi substancjami barwiącymi ani składnikami podłoża. Odporna na kwasy i zasady.